# Postobón (equip ciclista)
Postobón va ser un equip ciclista colombià que competí professionalment entre el 1986 i 1996.
Creat a partir dels primers èxits del ciclisme colombià a mitjans de la dècada de 1980 i un any següent del Café de Colombia. A part de les victòries a la Volta a Colòmbia, van aconseguir guanyar etapes a la Volta a Espanya, el Giro d'Itàlia i a la Volta a Catalunya.
A partir de la temporada 1993 es va centrar en el calendari nacional i una part de l'estructura va anar a formar el nou equip Aguardiente Antioqueño. En aquests anys, durant un entranament, un camió va atropellar mortalment a tres ciclistes, entre ells Néstor Mora.
L'equip va desaparèixer el 1996.

## Principals resultats
- Volta a Colòmbia: Pablo Wilches (1987, 1990), Álvaro Sierra (1991), José Jaime González (1992)
- Critèrium del Dauphiné Libéré: Luis Herrera (1991)
- 1 etapa a la Volta a Catalunya: Luis Herrera (1991),

### A les grans voltes
- Volta a Espanya
  - 7 participacions (1986, 1987, 1988, 1989, 1990, 1991, 1992)
  - 2 victòries d'etapa:
    - 1 el 1987: Omar Hernández
    - 1 el 1991: Luis Herrera

  - 0 classificacions final:
  - 4 classificacions secundàries:
    - Gran Premi de la muntanya: Óscar de Jesús Vargas (1989), Luis Herrera (1991)
    - Classificació de la combinada: Óscar de Jesús Vargas (1989)
    - Classificació per equips: (1987)

- Tour de França
  - 5 participacions (1986, 1987, 1990, 1991, 1992)
  - 0 victòries d'etapa:
  - 1 classificació secundària:
    - Classificació dels joves: Álvaro Mejía (1991)

- Giro d'Itàlia
  - 1 participacions (1992)
  - 1 victòries d'etapa:
    - 1 el 1992: Luis Herrera

  - 0 classificació secundària:

## Classificacions UCI
La següent classificació estableix la posició de l'equip en finalitzar la temporada.
| Temporada | Classificació per equips | Millor ciclista en la classificació individual |
| --------- | ------------------------ | ---------------------------------------------- |
| 1995      | 34è                      | Luis Alberto González (318è)                   |
| 1996      | 47è                      | Álvaro Lozano (269è)                           |